# 공덕동
공덕동(孔德洞)은 서울특별시 마포구의 행정동, 법정동이다. 공덕역을 중심으로 업무지구를 형성하고 있다.

## 역사
공덕이라는 동명의 유래는 확실치 않으나, 한자의 공덕(孔德)의 의미보다는 우리말의 ‘큰더기’에서 유래된 것으로 보인다. 즉 우리말로 조금 높은 고원의 평평한 곳의 ‘더기’ 또는 ‘덕’, ‘언덕’으로 일컬었는데 위에 보인 공덕리 일대는 대개 만리현, 아현, 대현 고갯마루에서 서남쪽으로 펼쳐 내려간 언덕길 지대이기 때문에 이 지역을 옛날에 우리말로 ‘큰더기’, ‘큰덕’으로 전칭되던 것이 당시 한자음이 비슷한 공덕으로 옮겨지게 된 것으로 여겨진다. 한편, 공덕동의 유래에 대해서 옛 지명 공덕리에서 유래되었다는 설도 있다.

## 법정동
- 공덕동
- 아현동
- 신공덕동

## 교육
- 소의초등학교
- 공덕초등학교

## 교통
공덕역 : ● 수도권 전철 5호선, ● 서울 지하철 6호선, ● 수도권 전철 경의·중앙선, ● 인천국제공항철도 4개 노선 환승이 가능하다. 전국에서 4개 노선 환승이 가능한 역은 공덕역, 서울역, 왕십리역 3곳뿐이다.

## 아파트
| 단지명                     | 건설사                | 시행사                           | 주소                            | 입주              | 비고             |
| -------------------------- | --------------------- | -------------------------------- | ------------------------------- | ----------------- | ---------------- |
| e편한세상 신공덕           | ㈜삼호                | 마포신공덕4구역 주택재개발조합   | 마포구 백범로 239 (신공덕동)    | 2007년 10월       |                  |
| 신공덕삼성 1차             | 삼성물산㈜ 건설부문   |                                  | 마포구 백범로37길 12 (신공덕동) | 2000년 8월        |                  |
| 신공덕삼성 2차             | 삼성물산㈜ 건설부문   |                                  | 마포구 만리재로 74 (신공덕동)   | 2000년 10월       |                  |
| 신공덕 래미안 3차          | 삼성물산㈜ 건설부문   |                                  | 마포구 만리재로 60 (신공덕동)   | 2003년 5월        |                  |
| 공덕삼성 1차               | 삼성물산㈜ 건설부문   | 공덕1구역 주택재개발조합         | 마포구 마포대로 115-8 (공덕동)  | 1999년 10월       |                  |
| 공덕 래미안 2차            | 삼성물산㈜ 건설부문   | 공덕2지구 재개발주택조합         | 마포구 마포대로20길 26 (공덕동) | 2004년 6월        |                  |
| 공덕 래미안 3차            | 삼성물산㈜ 건설부문   |                                  | 마포구 마포대로7길 22 (공덕동)  | 2004년 8월        |                  |
| 공덕 래미안 4차            | 삼성물산㈜ 건설부문   | 공덕3구역 주택재개발조합         | 마포구 마포대로11길 50 (공덕동) | 2005년 11월       |                  |
| 마포자이 힐스테이트 라첼스 | ㈜지에스건설 현대건설 | 공덕1구역 주택재건축정비사업조합 |                                 | 2027년 3월 (예정) | 공덕1구역 재건축 |
| 공덕 꿈에그린              | 한화㈜ 건설부문       |                                  |                                 | 2004년 8월        |                  |